# Jaelius
José Luis Aguirre Gil de Biedma (Madrid, 1956), conocido artísticamente como Jaelius, es un pintor, grabador y artista visual español.

## Trayectoria
Nacido en la familia Aguirre y Gil de Biedma (es hermano de la expresidenta autonómica Esperanza Aguirre), en los años ochenta finalizó sus estudios de Derecho y participó de la Movida madrileña. Como músico, actuó como guitarrista la semana de apertura de la sala El Sol. En 1982 cofundó la banda de pop y jazz Bajas Pasiones, en la que tocaba el teclado y guitarra; con ella cerró sus puertas la sala Rock-Ola. Tras su paso por la industria cinematográfica, donde trabajó en producción junto a José Luis Borau, se inició en el comisariado de arte con la exposición colectiva Arte Conamor, con obra de Ceesepe o Ouka Leele.
En los años noventa decide iniciar una carrera artística, y se va a estudiar al Art Students League de Nueva York. En él se formó en pintura con Knox Martin, Kenneth McIndoe, Philip Sherod, Robert Beauchamp y Leo Manso, dibujo y anatomía con Sherrie McGraw y Otto Mjaanes, y grabado —xilografía y monotipia— con R. Delamónica. En ella recibió el Premio de Pintura de la Exposición Anual por su óleo The Prize, y posteriormente expuso en Nueva York y Madrid. En esta etapa elaboró pinturas murales para la Sala Caracol de Madrid y el Trocadero Theatre de Nueva York.
En esta década también comenzó su relación con el Taller de Grabado de la Casa de Cultura de San Lorenzo de El Escorial y su participación en la Escuela de Pintores Figurativos de la misma localidad, dirigida por Luis García Ochoa, de la Real Academia de Bellas Artes de San Fernando. En 1991 fundó la feria de arte FLECHA, nacida como respuesta a ARCO. Esta tiene sede en Madrid y ha girado por Barcelona, Bilbao, Palma y fuera de España.
En las décadas posteriores continuó haciendo series de figura humana del natural y ediciones de obra gráfica, y a partir de 2014 pasó a dedicarse a tiempo completo a su actividad como galerista en FLECHA.

## Producción
Jælius Aguirre cuenta, entre sus trabajos como productor o comisario:
- Las exposiciones Orientados por el Arte, de España a Corea —Casa de España en Ulsan, Corea—, Arte y Oficinas y Homenaje a la movida madrileña.
- Numerosos anuncios para TVE con la productora publicitaria TPP/Film Deluxe.

Y entre su producción artística:
- Vídeos musicales, artísticos y experimentales.
- Seis murales en la Sala Caracol, uno en la residencia de los marqueses de Portugalete —Madrid—, y tres en el Trocadero Theatre, Greenwich Village, —Nueva York—.
- Dos grabados en el Gabinete de Estampas de la Hispanic Society of America, New York.
- Escenografías para las actuaciones del programa flamenco de TVE Tirititrán.
- Más de veinte exposiciones individuales sobre iconografía, paisaje y figura humana del natural, y obra gráfica.